# Mesozercon
Mesozerconn es un género de ácaros perteneciente a la familia Zerconidae.

## Especies
Mesozercon Blaszak, 1975
- Mesozercon coreanus Blaszak, 1975
- Mesozercon dunhuaensis Ma, 2003
- Mesozercon plumatus (Aoki, 1966)